# Great Pond (Maine)
Great Pond est une ville américaine située dans le Comté de Hancock, dans le Maine. Selon le recensement de 2020, sa population est de 58 habitants.